# Wrexham (circonscription du Senedd)
Pour les articles homonymes, voir Wrexham (homonymie).
Wrexham est une circonscription de l'Assemblée nationale du pays de Galles.

## Membres de l'Assemblée
| Élection | Élection | Membre           | Parti                        | Portrait |
| -------- | -------- | ---------------- | ---------------------------- | -------- |
|          | 1999     | John Marek       | Labour                       |          |
|          | 2003     | John Marek       | John Marek Independent Party |          |
|          | 2003     | John Marek       | Forward Wales                |          |
|          | 2007     | Lesley Griffiths | Labour                       |          |

## Élections

### Élections dans les années 2010
| Élections de l'Assemblée galloise 2016: Wrexham |                   |                  |        |      |       |
| Parti                                           | Parti             | Candidat         | Votes  | %    | ±     |
|                                                 | Labour            | Lesley Griffiths | 7,552  | 37.1 | −7.7  |
|                                                 | Conservateur      | Andrew Atkinson  | 6,227  | 30.6 | +3.7  |
|                                                 | Plaid Cymru       | Carrie Harper    | 2,631  | 12.9 | −1.0  |
|                                                 | UKIP              | Jeanette Stefani | 2,393  | 11.8 | N/A   |
|                                                 | Liberal Democrats | Beryl Blackmore  | 1,140  | 5.6  | −8.8  |
|                                                 | Green             | Alan Butterwoth  | 411    | 2.0  | N/A   |
| Majorité                                        | Majorité          | Majorité         | 1,325  | 6.5  | −11.4 |
| Participation                                   | Participation     | Participation    | 20,354 | 39.5 | +3.3  |
|                                                 | Labour hold       | Labour hold      | Swing  | −5.7 |       |

| Élections de l'Assemblée galloise 2011: Wrexham |                   |                  |        |      |       |
| Parti                                           | Parti             | Candidat         | Votes  | %    | ±     |
|                                                 | Labour            | Lesley Griffiths | 8,368  | 44.8 | +16.0 |
|                                                 | Conservateur      | John Marek       | 5,031  | 26.9 | +9.7  |
|                                                 | Liberal Democrats | Bill Brereton    | 2,692  | 14.4 | −2.3  |
|                                                 | Plaid Cymru       | Marc Jones       | 2,596  | 13.9 | +4.3  |
| Majorité                                        | Majorité          | Majorité         | 3,337  | 17.9 | +11.5 |
| Participation                                   | Participation     | Participation    | 18,687 | 36.2 | −2.6  |
|                                                 | Labour hold       | Labour hold      | Swing  | +3.2 |       |

### Élections dans les années 2000
| Élections de l'Assemblée galloise 2007: Wrexham |                                  |                                  |        |      |       |
| Parti                                           | Parti                            | Candidat                         | Votes  | %    | ±     |
|                                                 | Labour                           | Lesley Griffiths                 | 5,633  | 28.8 | −3.3  |
|                                                 | Forward Wales                    | John Marek                       | 4,383  | 22.4 | −15.3 |
|                                                 | Conservateur                     | Felicity Elphick                 | 3,372  | 17.2 | +4.4  |
|                                                 | Liberal Democrats                | Bruce Roberts                    | 3,268  | 16.7 | +6.9  |
|                                                 | Plaid Cymru                      | Sion Aled Owen                   | 1,878  | 9.6  | +1.9  |
|                                                 | UKIP                             | Peter Lewis                      | 1,033  | 5.3  | N/A   |
| Majorité                                        | Majorité                         | Majorité                         | 1,250  | 6.4  |       |
| Participation                                   | Participation                    | Participation                    | 19,576 | 38.8 | +4.4  |
|                                                 | Labour vainqueur sur Indépendant | Labour vainqueur sur Indépendant | Swing  | +4.1 |       |

| Élections de l'Assemblée galloise 2003: Wrexham |                                  |                                  |        |      |       |
| Parti                                           | Parti                            | Candidat                         | Votes  | %    | ±     |
|                                                 | John Marek Independent Party     | John Marek                       | 6,539  | 37.7 | N/A   |
|                                                 | Labour                           | Lesley Griffiths                 | 5,566  | 32.1 | −21.0 |
|                                                 | Conservateur                     | Janet Finch-Saunders             | 2,228  | 12.8 | −2.9  |
|                                                 | Liberal Democrats                | Tom Rippeth                      | 1,701  | 9.8  | −6.1  |
|                                                 | Plaid Cymru                      | Peter Ryder                      | 1,329  | 7.7  | −7.6  |
| Majorité                                        | Majorité                         | Majorité                         | 973    | 5.6  |       |
| Participation                                   | Participation                    | Participation                    | 17,363 | 34.4 | −12.2 |
|                                                 | Indépendant vainqueur sur Labour | Indépendant vainqueur sur Labour | Swing  |      |       |

### Élections dans les années 1990
| Élections de l'Assemblée galloise 1999: Wrexham |                                  |                  |        |      |     |
| Parti                                           | Parti                            | Candidat         | Votes  | %    | ±   |
|                                                 | Labour                           | John Marek       | 9,239  | 53.1 | N/A |
|                                                 | Liberal Democrats                | Carole O’Toole   | 2,767  | 15.9 | N/A |
|                                                 | Conservateur                     | Felicity Elphick | 2,747  | 15.8 | N/A |
|                                                 | Plaid Cymru                      | Janet Ryder      | 2,659  | 15.3 | N/A |
| Majorité                                        | Majorité                         | Majorité         | 6,472  | 37.2 | N/A |
| Participation                                   | Participation                    | Participation    | 17,412 | 34.2 | N/A |
|                                                 | Labour Vainqueur (nouveau siège) |                  |        |      |     |